# الوطئة (بعدان)

تعديل مصدري - تعديل

الوطئة هي إحدى قرى عزلة المشكي بمديرية بعدان التابعة لمحافظة إب، بلغ تعداد سكانها 983 نسمة حسب تعداد اليمن لعام 2004.